# Тшцель-Одбудова
Тшцель-Одбудова (пол. Trzciel-Odbudowa) — село в Польщі, у гміні Медзіхово Новотомиського повіту Великопольського воєводства.
Населення — 84 особи (2011).
У 1975-1998 роках село належало до Познанського воєводства.

## Демографія
Демографічна структура станом на 31 березня 2011 року:
|          | Загалом | Допрацездатний вік | Працездатний вік | Постпрацездатний вік |
| -------- | ------- | ------------------ | ---------------- | -------------------- |
| Чоловіки | 39      | 4                  | 30               | 5                    |
| Жінки    | 45      | 10                 | 27               | 8                    |
| Разом    | 84      | 14                 | 57               | 13                   |